# Leucoma melanoscela
Leucoma melanoscela är en fjärilsart som beskrevs av Collenette 1934. Leucoma melanoscela ingår i släktet Leucoma och familjen tofsspinnare. Inga underarter finns listade i Catalogue of Life.